# Jean Lafitte
Jean Lafitte, Juan Lafitte, John Laffite, Juan Lafita (Bayona, 1780? – 1826?), fue un corsario, pirata, contrabandista y militar de origen francés.
Alcanzó el rango de almirante de flota de guerra de los EE. UU. en la guerra anglo-estadounidense de 1812, poniendo a disposición del EE.MM. del ejército estadounidense comandado por el General Jackson (con el que combatió), y posteriormente presidente de los EE. UU., Andrew Jackson, sus 366 cañones, 500 artilleros y más de 1.000 marinos de combate; como baluarte de la marina de guerra estadounidense, la intervención de su flota fue decisiva para la victoria en la batalla de Orleáns junto al general Jackson; también fue corsario con patente gubernativa que operó en las costas del golfo de México a principios del siglo XIX. Llegó a ser conocido por varios remoquetes y títulos como: "El Corsario", "El Bucanero", "El héroe de Nueva Orleáns", "el tifón de las Antillas", "El Libertador de Louisiana", "el Rey de las Ciénagas de Orleáns", "El terror del Golfo" y "El Rey de Barataria". Famosos como pocos entre los bandidos del entonces turbulento Caribe, en los inicios del siglo XIX, los hermanos Jean y Pierre Lafitte, fueron corsarios, piratas, traficantes negreros y espías a sueldo del que mejor les pagara, posiblemente huidos de Haití tras la rebelión de los esclavos que condujo a la independencia del país.

## Biografía

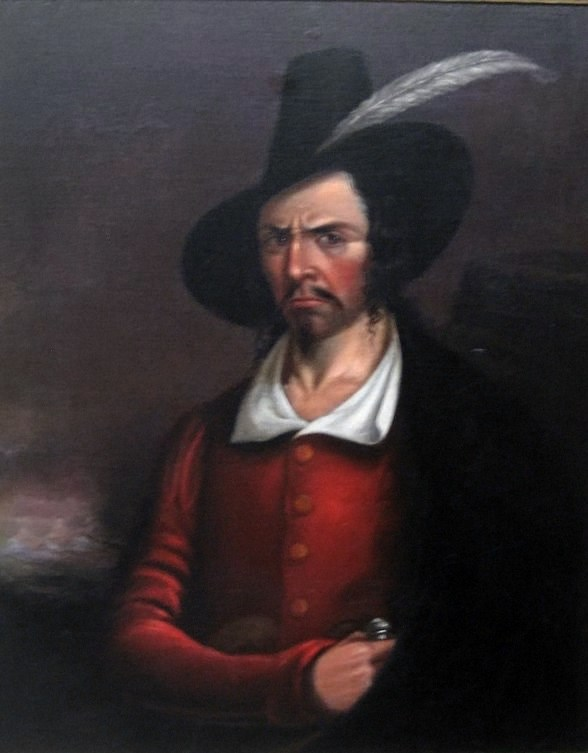
Pintura anónima de Jean Lafitte, c.1800

Se embarcó a la edad de trece años. Saliendo de Sand Heads, en 1807, abordó al buque Queen East Indiaman, de 40 cañones y con 400 hombres. Si bien muy conocido como figura histórica y folclórica, tanto sus orígenes como su muerte son poco conocidos y origen de especulaciones, además parte de la información que se tiene de su origen y muerte provienen de lo que se le atribuye como un diario autobiográfico, probado falso años más tarde. Lo más probable es que procediese de una familia de comerciantes que se refugió en Nueva Orleans tras la revolución de Haití. 
Lafitte estableció el llamado "Reino de Barataria" en las ciénagas cercanas a Nueva Orleáns después de la compra de Luisiana en 1803. En este territorio organizaba el comercio del contrabando y el producto del corso efectuado en las costas del Golfo de México junto a su hermano Pedro Lafitte, mayor que Jean y con quien este había llegado a América. Multitudes de poderosos hacendados acudían a la isla sin ni siquiera molestarse en encubrir el objetivo real de su viaje, el cual no era otro que comprar los numerosos lotes de esclavos capturados por los Lafitte. Aparentemente establecieron un sistema económico que benefició el desarrollo y cierta prosperidad en la zona por lo que era apreciado por los acaudalados terratenientes y los pobres que podían obtener fuentes de sustento tanto del comercio como de la participación en la incursiones corsarias de Lafitte y su flotilla.  Tanto era el contrabando que en noviembre de 1813, sus propiedades en Barataria fueron confiscadas por el gobernador de Luisiana William C. Claiborne, enfurecido por el creciente poder de estos piratas, hizo publicar un bando donde ofrecía una recompensa de 500 dólares a quién los capturara vivos. Inclusive envió tropas contra las que Lafitte se negó a combatir para no enfrentar fuerzas estadounidenses. 
El poder de los Lafitte en lo referente a su accionar en el Delta y en el Mar Caribe duró cerca de tres lustros, durante los cuales en muchas oportunidades las costas cubanas fueron atacadas por ellos sin ningún tipo de misericordia y con una voracidad infame. Pero cuando las trabas legales afectaron el comercio de esclavos y Barataria fue destruida por buques de guerra de Estados Unidos, ellos traicionaron a los independentistas cubanos como ya lo habían hecho anteriormente con los insurgentes mexicanos. Los temibles delincuentes le informaron a las autoridades españolas sobre una expedición que se organizaba en Filadelfia para liberar a los esclavos en Cuba. De esta forma vil, lograron el perdón de los delitos cometidos contra España y recibieron además el pago de una gran suma de dinero por sus servicios de espionaje. Adicionalmente obtuvieron una patente de traficantes de esclavos que les permitiría abastecer legalmente a los ingenios cubanos durante un largo tiempo.

## LaBatalla de Nueva Orleans

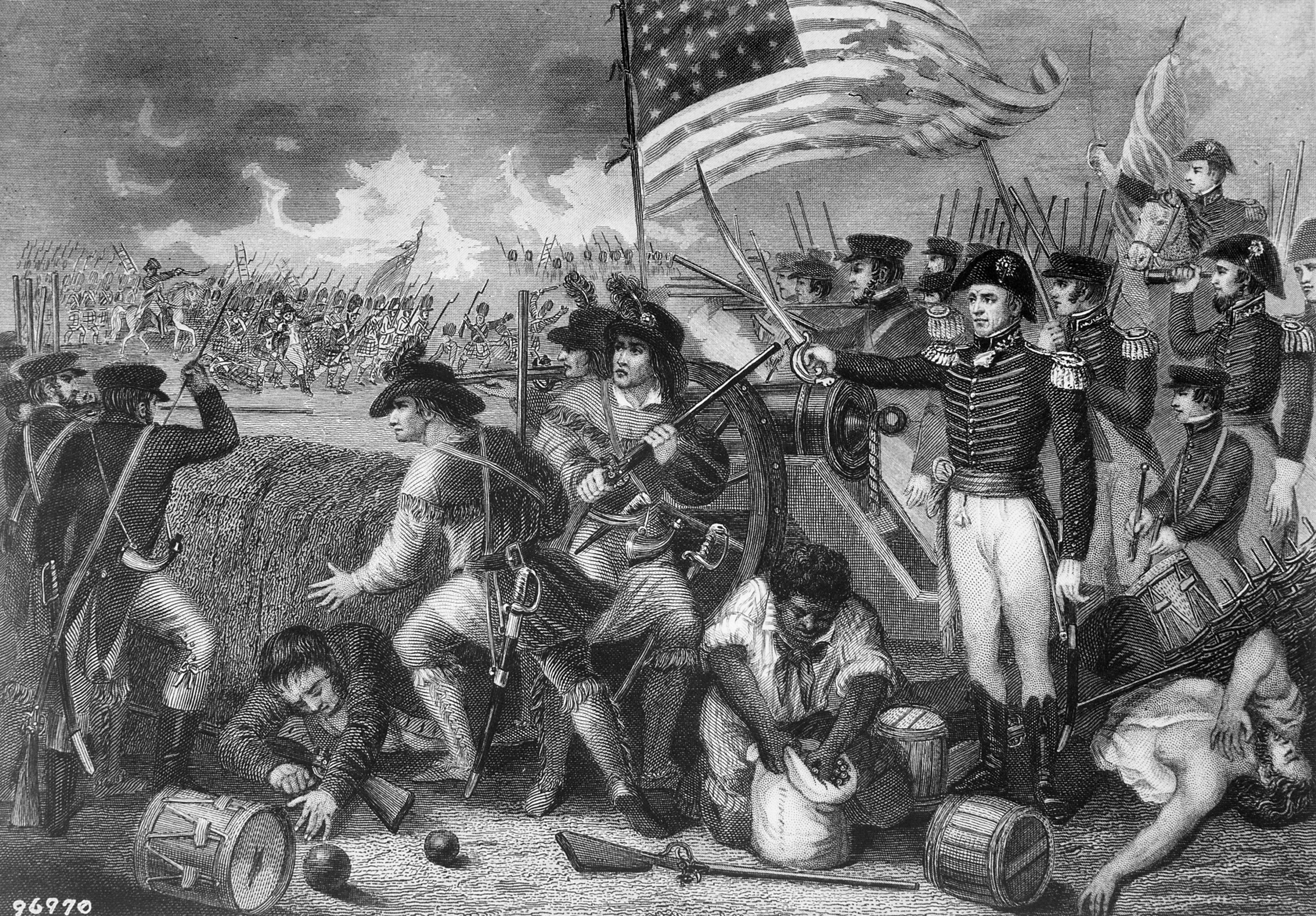
Andrew Jackson comandando las tropas estadounidenses en la Batalla de Nueva Orleáns.

Junto con su tripulación de más de mil hombres a Lafitte se le acredita la decisiva intervención marítima en la batalla de Nueva Orleáns, que decidió la guerra de 1812 y en la que luchó junto a Andrew Jackson que sería posteriormente Presidente. El 8 de enero de 1815, durante el intento de invasión británica a Nueva Orleáns, Lafitte puso a disposición de Jackson más de mil hombres, armas y municiones (366 cañones y más de 500 artilleros y más de mil marinos de guerra), defendiendo el sitio desde el llamado French Quarter, y con su flota desde la costa. La victoria de los estadounidenses fue total, con muy pocas bajas (13 al final del día), y Lafitte recibió parte del mérito, y reconocimiento de almirante de guerra. Sin embargo, la intención de Lafitte de recibir absolución de sus actividades ilegales y que le fuesen devueltas sus propiedades en Barataria no dio fruto, a pesar de llegar a presentar su solicitud, entregada por su hermano Pierre al mismísimo presidente James Madison. El mismo Jean se trasladó en el invierno de 1815-1816 a Washington y Philadelphia, pero no obtuvo ninguna concesión. Hasta finales de 1816 lo único que logró del ejército fue la encomienda de realizar mapas de las nuevas tierras obtenidas más allá de Arkansas Post después de la compra de Luisiana a Napoleón Bonaparte.
Entonces fue reclutado para apoyar el movimiento republicano de México, por lo que se trasladó a la Texas española (actual Texas, EE. UU.). En 1817 tomó posesión de la isla de Galveston, en manos del pirata francés Louis-Michel Aury, y desarrolló de nuevo actividades corsarias desde esta base como el apoyo al establecimiento de Champ d´Asile a orillas del río Trinity. Sin embargo, fue de nuevo perseguido por parte del gobierno de Estados Unidos a causa del ataque del barco mercante Alabama por parte de uno de los capitanes de Lafitte en 1820, y hubo de trasladarse de nuevo a Nueva Orleáns para tratar de demostrar su inocencia alegando un malentendido y solicitando la libertad de los tripulantes del barco captor del mercante que habían sido arrestados. De regreso a Galveston, ante la presencia del USS Enterprise abandonó Texas sin oponer resistencia, quemando su propiedad, dejando tras de sí tierra quemada en la forma de sus saqueos marítimos pasados contra barcos enemigos aplicando las leyes de la guerra, y supuestamente llevándose a bordo de su buque insignia The Pride (El Orgullo) el llamado "tesoro de Laffite", una inmensa cantidad de riquezas en forma de monedas, metales, joyas preciosas, y otros artículos, y productos del corso sin vender (it: prodotto del corso / cors: prodotti corranni).

## Últimos años
Después de abandonar Galveston, el rumbo y destino de Lafitte han sido inciertamente documentados, parece que la versión más correcta es la que le ubica, después de su salida de Texas, en la península de Yucatán donde continuó su actividad como corsario al servicio de la Gran Colombia a bordo del buque "General Santander" con la finalidad de hostigar los convoyes de la flota española en las costas de Cuba y Honduras. Se han encontrado referencias a su captura y huida de Puerto Príncipe en 1822. Entre 1825 y 1826, según las versiones, fallece enfermo en México o de naufragio en una tormenta en el Golfo. Existen numerosa leyendas que lo vinculan a otros eventos históricos pero todas son exageraciones, invenciones o producto de confusiones con nombres similares. La realidad es que su nombre se pierde a finales de la década de 1820 y nunca más se supo de él con un grado verosímil de credibilidad.

En relación con el supuesto tesoro de Laffite, el gobernador de Texas Daniel Price, a finales de los 70 y otros gobernadores de la región en los años 80 y sucesivos, realizaron una serie de investigaciones, en las que se buscaron paraderos, moradas, lugares de interés y prospección entre otras cuestiones; siendo que se pudo adquirir pertenencias reales y auténticas del corsario.

## Los últimos piratas del Caribe
Los hermanos Lafitte, antaño piratas, ahora devenidos en hacendados, compraron una finca en la habanera Calzada de Jesús del Monte y allí se trasladaron con el botín adquirido en sus andanzas por el Misisipi según revela la revista cultura cubana La Jiribilla. Aquella finca también creó su propia leyenda que ha perdurado hasta nuestros días entre los lugareños, según la cual allí estaría aún enterrado el tesoro de los que hoy son considerados por los expertos como los últimos piratas del Caribe.

## El diario de Jean Lafitte
En la década de 1950 apareció un manuscrito, supuestamente atribuible a Lafitte, el llamado Diario de Jean Lafitte. Narra como, después del anuncio de su muerte en la década de 1820, Lafitte se retiró a vivir tranquilamente en Saint Louis hasta su óbito real en la década de 1840, supuestamente pidiendo que no se publicaran sus memorias hasta 107 años después del mismo. Si bien no se ha podido comprobar la autenticidad de la autoría del manuscrito, sí se ha comprobado la antigüedad del papel, que es del siglo XIX. Los eruditos y estudiosos de Lafitte no han llegado a consenso respecto a la autenticidad del manuscrito debido a la escasez de otros manuscritos originales de Lafitte con los que compararlo; los documentos más confiables de Lafitte son dos manuscritos cortos que se encuentran en la colección de la República de Texas. El manuscrito original del diario fue adquirido en la década de 1970 por el gobernador de Texas Daniel Price y se encuentra en el Sam Houston Regional Library and Research Center en Liberty (Texas). 
Si finalmente se comprobase su autenticidad, el diario demostraría, entre otras cosas, que Lafitte era judío, que las patentes de corso a las que hacía referencia eran auténticas y su actividad no habría sido considerada piratería, siendo los actos de piratería en los mares de las Antillas, actos de terceros ajenos a su voluntad.

## Lafitte en la cultura popular
- Jean Lafitte siempre se jactó de decir que nunca había atacado un navío de los Estados Unidos, y si bien se dedicó al tráfico de esclavos, es aún una figura romántica en Luisiana. La leyenda popular le atribuye el haberse salvado de naufragios, tormentas, tifones y diversos peligros.

- Su figura fue inmortalizada por Cecil B. DeMille en el film The Buccaneer (1938) y en la versión más moderna, homónima, dirigido por Anthony Quinn en 1958. Incluso una figura contemporánea a Lafitte como Lord Byron le homenajea en sus versos. Isabel Allende, en su libro El Zorro: comienza la leyenda, incluye a Lafitte como un personaje clave de la trama, al igual que en su libro publicado en el 2009, "La Isla Bajo el Mar".

- Actualmente se va a rodar una película llamada Privateer protagonizada por Nathan Grubbs y Angie Cepeda entre otros, contando la historia de la Batalla de Nueva Orleáns.

- En el juego Port Royale 2: Imperio y Piratas, Lafitte es uno de los piratas en contra de los cuales el jugador puede combatir.

- También está representado en el juego Sid Meier's Pirates!.

- Varias personas han mantenido de descendientes del pirata, sin prueba alguna, residiendo la mayoría de ellos en San Sebastián, Sevilla, Madrid (España) y Tampico, en México.

- Durante un tiempo hubo un monumento a su nombre en Yucatán, supuesta tumba, pero se perdió hace décadas.

- En el famoso manga japonés, One Piece, el personaje Lafitte está basado en él.

- En su disco Fuimos, Somos y Seremos - Atzo, Gaur eta Bihar la banda de ska navarra Vendetta dedica el octavo tema a Jean Lafitte.